# Tilsworth
Tilsworth, est un petit village et une paroisse civile du Central Bedfordshire, en Angleterre.